# Doto
Doto är ett släkte av snäckor som beskrevs av Lorenz Oken 1815. Enligt Catalogue of Life ingår Doto i familjen Dotoidae, men enligt Dyntaxa är tillhörigheten istället familjen kottesniglar.

## Dottertaxa tillDoto, i alfabetisk ordning[1][2]
- Doto amyra
- Doto caramella
- Doto chica
- Doto cindyneutes
- Doto columbiana
- Doto coronata
- Doto crassicornis
- Doto cuspidata
- Doto divae
- Doto doerga
- Doto dunnei
- Doto eireana
- Doto formosa
- Doto fragilis
- Doto hydrallmaniae
- Doto hystrix
- Doto koenneckeri
- Doto kya
- Doto lancei
- Doto lemchei
- Doto maculata
- Doto millbayana
- Doto nigra
- Doto onusta
- Doto papillifera
- Doto pinnatifida
- Doto pita
- Doto sarsiae
- Doto tuberculata
- Doto uva
- Doto varians